# Shao Hua
Shao Hua (Yan'an, 30 de octubre de 1938 – Pekín, 24 de junio de 2008), conocida como Zhang Shaohua (en chino simplificado, 张少华), fue una fotógrafa y general china del Ejército Popular de Liberación. Fue la mujer de Mao Anqing, el segundo hijo de Mao Zedong.

## Biografía
She nació como Chen Anyun (en chino simplificado, 陈安云) en Shaanxi, cuartel general del Partido Comunista Chino poco después de la Larga Marcha.
Shao empezó a trabajar como fotógrafa en la década de los 50 usando una cámara que le había traído desde la Unión Soviética el hijo mayor de Mao Zedong, Mao Anying. Viajó por toda China después de la guerra civil china. Los temas de sus fotografías a menudo estaban relacionados con el gobierno del movimiento comunista, incluidas fábricas y otros factores de producción, unidades militares, escuelas y aldeas rurales pobres de China. Se convirtió en la jefa de la Asociación de Fotógrafos de China (CPA) en 2002 y ocupó ese puesto hasta su muerte en 2008.
Shao fue general en el Ejército Popular de Liberación. Se desempeñó como directora del departamento de enciclopedia militar de la Academia de Ciencias Militares del EPL. Shao fue miembro del Comité Nacional de la Conferencia Consultiva Política del Pueblo Chino (CPPCC) de 1988 a 2002, cuando comenzó a mostrar sus fotografías públicamente.
Shao se casó con Mao Anqing, el segundo hijo de Mao Zedong y una lingüista rusa, en septiembre de 1960. La pareja tuvo un hijo, Mao Xinyu nacido en 1970. Su marido no tuvo una actividad dentro del Gobierno chino. Mao Anqing moriría el 23 de marzo de 2007 alos 84 años. Su hijo Mao Xinyu y su mujer, Liu Bin, tuvieron un hijo Mao Dongdong nacido en 2003.
Shao Hua moriría en Beijing de un cáncer de mama el 24 de junio de 2008 a los 69 años.